# سيف بن عمر
أبي عبد الله سيف بن عمر التميمي (نحو 90 هـ - 180 هـ / 708م - 796م): من قدماء مؤرخي العرب، وفيه الذهبي قال: «كان - سيف - إخباريًا عارفاً». ويعد أحد كبار من دون التاريخ العربي الإسلامي، وهو من باب ابن إسحاق وأبو مخنف. ضعفه المحدثون، شأنه شأن الإخباريين، وفي ذلك قال ابن حجر:« ضعيف الحديث، عمدة في التاريخ».
عاش النصف الأول من حياته في المدينة المنورة، ثم غادرها إلى العراق. استقر بمدينة الكوفة، وهناك أخذ عن شيوخها الكثير من معارفه الأدبية. ذاع صيته وهو حي، وقد نقل عنه المؤلفين المعاصرين له أمثال أبو مخنف (نحو 110 - 170 هـ)،والشيعي نصر بن مزاحم (130 هـ - 212 هـ). كما روى خليفة بن خياط (160 هـ - 240 هـ) بواسطة كل من شعيب بن حيان وأبو مدين عن عمرو بن يحيى الهمداني عن سيف، كما نقل أخرون عنه بعد موته دون إسناد. وقد وثقه المستشرق فريد دونر وعده من كبار مؤرخي العرب. وفيه جواد علي يقول: « سيف بن عمر: مؤرخ نشيط من مؤرخي القرن الثاني الهجرة. كان مثل زملائه نهماً في التفتيش عن إخبار الماضين، وتتبع أمورهم، والكتابة عن الأموات مثل جماعتنا أصحاب التاريخ، لم يترك التاريخ حتى أحبه واصطفاه من بين الناس فمات سنة 180 الهجرة».
وقد اعتمد الطبري بشكل أساسي على كتاب الردة والفتوح لسيف، وورد اسم سيف في أكثر من (300) موضع من تاريخ الطبري، ورد لأول مرة في حوادث سنة 10 هـ وهي السنة التي بدأ مسيلمة فيها بادعاء النبوَّة في حياة الرسول. وورد أسمه لآخر مرة في حوادث سنة 36 هـ وفي ابتداء علي بن أبي طالب بالخروج إلى صفين. ثم تنتهي أخبار سيف عند هذا الحد وتنقطع. كما اقتبس البلاذري عن سيف بعض الأخبار.
وكان سيف وأبو مخنف يتفقا إذا نقلا نفس الخبر عن أساتذتهم المشتركين، ويختلفا إذا نقلا عن رجال قبائلهم، فنجد سيف يعلي من تميمًا، وأبو مخنف يُعلي من الأزد. يقول جواد علي: « كان سيف كأكثر أصحاب الأخبار عاطفي المزاج، متعصباً لقبيلته، يرفع من شأنها، ويضيف إليها، ويجعلها بطلة في كل الحوادث، مثله في ذلك مثل أكثر مؤرخي زمانه، الذين أضافوا إلى قبائلهم ما لا يدخل في حسابها... وأنا لا أريد أن ألوم صاحبنا على عاطفته الجامحة هذه، فقد كان عصره عصر القبائل، وقد كان النظام السياسي القائم نظاماً قبلياً، يستند على العصبية القبلية».

## سيرته وحياته

### النشأة والتعليم

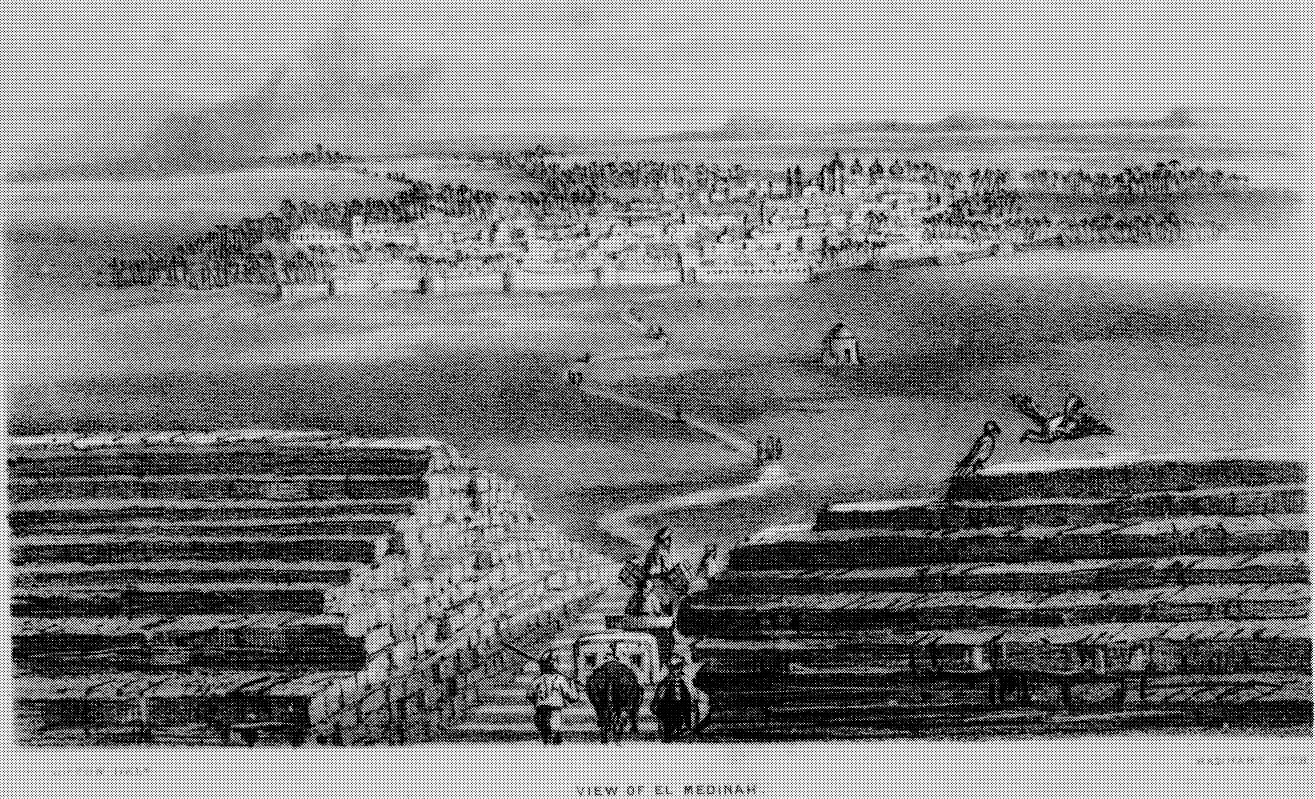
رسم للمدينة المنورة حيث نشأ سيف بن عمر.

ولد سيف في حدود سنة 90 هـ، وقد نشأ وتلقى تعليمه الأولي في المدينة المنورة، وأخذ عن كبار علماءها وخاصة في أخبار الردة، أمثال: الأخباري والمحدث القاسم بن محمد -حفيد الخليفة أبو بكر- وقد أخذ عنه بعض أخبار، فلما مات القاسم سنة 107 هـ، أخذ سيف كثيرًا عن تلميذه سهل بن يوسف الأنصاري، وسهل هذا له نقوش باسمه في المدينة المنورة. وأخذ سيف عن عبد الله بن سعيد الأنصاري حفيد ثابت بن الجذع المقتول في غزوة حنين. وأخذ سيف عن كبار الإخباريون المدنيون أمثال: موسى بن عقبة، كما أخذ عن هشام بن عروة كثيرًا.وروى عن عبيد الله بن عمر العمري وخلق من أهل المدينة المنورة.

### سيف في العراق
غادر سيف المدينة المنورة إلى العراق أواخر خلافة بني أمية، وأرتحل إلى الكوفة نحو سنة  130 هـ، كما ارتحل في تلك الفترة أيضًا محمد بن إسحاق وأبو معشر المدني. وأخذ سيف عن أهل الكوفة والعراق، فسمع من جابر بن يزيد الجعفي (ت 132 هـ) وروى عنه عدة روايات.وجالس المغيرة بن مقسم الضبي (ت 134 هـ) وروى عنه. وأخذ عن المستنير بن يزيد النخعي (50 - 135 هـ) وهو حفيد الصحابي أرطاة بن كعب النخعي صاحب لواء النخع في معركة القادسية الذي قتل وأخذ اللواء أَخوه دريد بن كعب فقتلَ أيضًا، وفي تاريخ الطبري روى سيف عن المستنير (15 رواية) فيها خبر ردة اليمن وبلاء نخع في القادسية وغيره.وأخذ عن المعمر عبد الملك بن عمير (33 هـ - 136 هـ) عدة روايات، ولم يدرك علي المدائني عبد الملك فكان يروى عنه بواسطة رجلين.
وأخذ سيف عن القاضي أشعث بن سوار الكوفي (ت 136 هـ) عدة روايات. وأخذ عن أبو إسحاق الشيباني (ت. 138 هـ). وأخذ عن صاحب التفسير عطية بن الحارث الهمداني (50 هـ - 138 هـ  )، الذي أدرك الصحابي عدي بن حاتم (نحو 30 ق.هـ - 68 هـ) وروى عنه، وكان عطية من كبار شيوخ سيف ونقل عنه عشرات الروايات وهي محفوظة في تاريخ الطبري، كما كان عطية من أساتذة أبو مخنف. وروى عن عثمان بن حكيم الأنصاري (139 هـ) بعض حديث.
وعن سعيد بن المرزبان البقال (ت 140 هـ) له نحو خمس عشرة رواية في تاريخ الطبري. وروى عن القاسم بن الوليد الهمداني (ت 141 هـ) عدة روايات.وعن طلحة بن الأعلم الكوفي (ت 142 هـ) - تلميذ الشعبي - أكثر سيف عنه وروى عشرات الأخبار، ولم يدرك أبو الحسن المدائني طلحة فكان يروي عنه التاريخ بواسطة من أدركه،كما روى أبو مخنف عن طلحة بن الأعلم عن ماهان، وصحف الطبري اسمه،ويثبت التصحيف أن سيف ينقل ذات السند عن طلحة عن ماهان أيضًا.
وكان أكبر أساتذة سيف في الكوفة هو مجالد بن سعيد (ت 144 هـ)، وقد روى عنه عشرات الروايات في تاريخ الطبري عن عامر الشعبي، وأشهر تلاميذ مجالد هما سيف وأبو مخنف وهما يكثران الرواية عنه، وحديثهم يتشابه عندما ينقلا عنه.واخذ سيف عن إسماعيل بن أبي خالد مولى بجيلة (ما يزيد عن عشر روايات في الطبري) تحكي وجهة نظر بجيلة في الأحداث،وكان إسماعيل قصاص مشهور، وأخذ عنه في التاريخ أيضًا: محمد بن إسحاق، والواقدي الذي لم يدركه إنما كان ينقل عنه بواسطة سفيان الثوري.وروى سيف عن الأعمش (61 هـ - 148) خمس روايات. وأخذ عن يونس بن أبي إسحاق (70 هـ - 159 هـ) وروى سيف عنه عدة روايات، ولم يكثر سيف عنه كما أكثر أبو مخنف الذي روى عن يونس عشرات الروايات.
وفي البصرة، أخذ عن خالد بن مهران (141 هـ) عدة روايات. وعن محمد بن راشد السلمي (142 هـ) عدة روايات. وعن عاصم بن سليمان (142 هـ) روى عدة روايات. ونقل عن الأخباري البصري أبو بكر الهذلي (159 هـ) عدة روايات، وأبي بكر من شيوخ المدائني أيضًا.

## مؤلفاته
- كتاب الردة والفتوح الكبير.[85]
- كتاب الجمل.

## الوفاة
توفى سيف بن عمر في خلافة هارون الرشيد (خلافته ما بين سنتي 170 هـ و193 هـ). وقد عاش طويلاً، وقيل أنه عمي في آخر حياته، وفي ذلك قال ابن حجر: «سيف بن عمر صاحب كتاب الردة،  من الثامنة مات في زمن الرشيد».وزعم أبو إسحاق الصريفيني أن سيف توفى سنة 170 هـ.واعتمد قول الصريفيني آخرون.